# Golovinomyces asterum

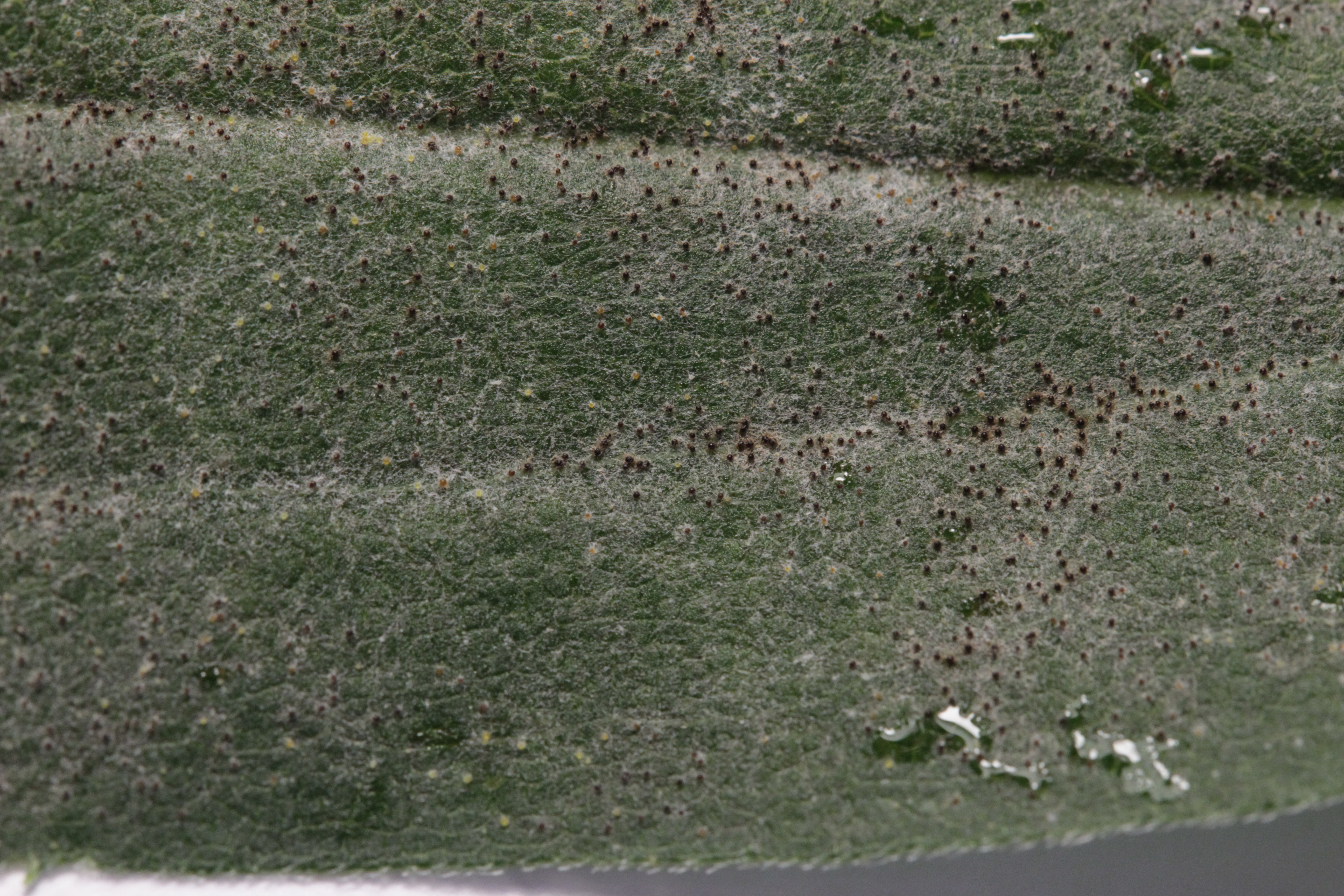
Nalot i klejstotecja

Golovinomyces asterum (Schwein.) U. Braun – gatunek grzybów należący do rodziny mączniakowatych (Erysiphaceae). Pasożyt obligatoryjny wywołujący chorobę o nazwie mączniak prawdziwy astrowatych.

## Systematyka i nazewnictwo
Pozycja w klasyfikacji według Index Fungorum: Golovinomyces, Erysiphaceae, Erysiphales, Leotiomycetidae, Leotiomycetes, Pezizomycotina, Ascomycota, Fungi.
Po raz pierwszy takson ten opisał w 1832 roku Lewis David von Schweinitz nadając mu nazwę Erysiphe asterum. Obecną, uznaną przez Index Fungorum nazwę nadał mu w 2012 roku Uwe Braun, przenosząc go do rodzaju Golovinomyces.
Niektóre synonimy:
- Erysiphe asterum Schwein. 1832
- Erysiphe moroczkovskii V.P. Heluta 1980
- Erysiphe moroczkovskii f. galatellae V.P. Heluta, 1980
- Golovinomyces asterum var. moroczkovskii (V.P. Heluta) U. Braun 2012
- Golovinomyces asterum var. solidaginis U. Braun 2012
- Golovinomyces moroczkovskii (V.P. Heluta) V.P. Heluta 1988[3].

## Występowanie
Występuje w Ameryce Północnej, Europie i azjatyckich terenach Rosji. W Czechach stwierdzono występowanie Golovinomyces asterum na astrze nowobelgijskim (Symphyotrichum novi-belgii), astrze karłowatym (Aster dumosus), nawłoci późnej (Solidago gigantea), nawłoci kanadyjskiej (Solidago canadensis), Solidago hybrida.